# 지오바나 안토넬리
지오바나 안토넬리 프라두(포르투갈어: Giovanna Antonelli Prado, 1976년 3월 18일 ~ )는 브라질의 배우, 텔레비전 진행자, 프로듀서이다.

## 생애

### 1991년 ~ 1999년
지오바나 안토넬리는 15세 시절이던 1991년에 안젤리카(Angélica)가 진행을 맡은 헤지 만셰치(Rede Manchete)의 텔레비전 어린이 프로그램 《클루비 다 크리안사》(Clube da Criança, 어린이 클럽)에 출연했다. 18세 시절이던 1994년에 방송된 헤지 글로부(Rede Globo)의 텔레노벨라 《트로피칼리엔치》(Tropicaliente)에 출연하면서 배우로 데뷔했는데 해당 작품에서 벤빈다(Benvinda) 역할을 맡았다.
1995년에 헤지 만셰치에서 방송된 텔레노벨라 《토카이아 그란지》(Tocaia Grande)에서 주인공인 헤수(Ressú) 역할을 맡았고 1996년에 방송된 헤지 만셰치의 텔레노벨라 《시카 다 시우바》(Xica da Silva)에서 삼각 관계에 큰 영향을 주는 악역 캐릭터인 에우비라(Elvira) 역할을 맡았다. 1998년에 방송된 헤지 글로부의 텔레노벨라 《코르푸 도라두》(Corpo Dourado)에서는 펠리피 카마르구(Felipe Camargo), 파비우 주니오르(Fábio Jr.)와의 삼각 관계에 있는 캐릭터인 주디(Judy) 역할을 맡았다. 1998년에 방송된 텔레노벨라 《욕망의 힘》(Força de um Desejo)에서는 성매매 여성 비올레타(Violeta) 역할을 맡았고 1999년에 방송된 텔레노벨라 《말랴상》(Malhação)에서는 이사(Isa) 역할을 맡았다.

### 2000년 ~ 2006년
지오바나 안토넬리는 2000년에 방송된 텔레노벨라 《가족 관계》(Laços de Família)에서 성매매 여성 카피투(Capitu) 역할을 맡았다. 특히 그의 사랑에 관심이 있던 배우인 루이지 바리셀리(Luigi Baricelli)와의 조합은 시청자들과 평론가들을 사로잡았다. 지오바나 안토넬리는 수많은 찬사를 받으면서 신인여우상을 1번, 여우주연상을 2번 수상했다. 또한 2000년에 개봉된 브루누 바헤투(Bruno Barreto) 감독의 영화 《보사노바》(Bossa Nova)에서 카메오로 데뷔했다.
지오바나 안토넬리는 2001년에 방송된 텔레노벨라 《클론》(O Clone)에서 사랑과 종교적 의무를 놓고 갈등을 빚는 무슬림 캐릭터인 제이드(Jade) 역할을 맡았다. 지오바나 안토넬리는 《클론》에서 무슬림의 특징을 부각시키는 베일, 보석, 이국적인 메이크업을 통해 거리의 패션을 사로잡았다. 《클론》은 브라질에서 큰 성공을 기록했고 세계 여러 나라에서 시청자들을 매료시켰다. 지오바나 안토넬리는 6개의 상을 받았는데 무릴루 베니시우(Murilo Benício)와 함께 콘티고 베스트 로맨틱 커플상을 수상했다. 2002년에 개봉된 영화 《압도》(Avassaladoras)에서는 결혼중개회사를 통해 남자친구를 찾는 성공적인 여자 캐릭터인 라우라(Laura) 역할을 맡았는데 자신과 함께 텔레비전 드라마에 출연한 헤이나우두 지아네시니(Reynaldo Gianecchini)와 함께 출연했다. 지오바나 안토넬리는 해당 작품을 통해 미국 마이애미에서 열린 브라질 영화제에서 크리스털 렌즈 여우주연상을 수상했다.
지오바나 안토넬리의 경력은 여러 차례의 성공 이후에 연속극, 미니시리즈, 영화로 나뉘었다. 2002년에 개봉된 영화 《압도》는 지오바나 안토넬리가 주인공 역할을 처음 맡은 영화였다. 2003년에 방송된 미니시리즈 《일곱 여자들의 집》(A Casa das Sete Mulheres)에서는 아니타 가리발디(Anita Garibaldi) 역할을 맡았는데 수완, 독창성 등을 통해 브라질에서 스타 반열에 오른 이전의 방식에서 벗어난 연기를 통해 높은 찬사를 받았다. 2003년에 개봉된 모아시르 고이스(Moacyr Góes) 감독의 영화 《마리아, 하나님의 아들의 어머니》(Maria, Mãe do Filho de Deus)에서는 성모 마리아 역할을 맡았고 연극 《패션 오브 크라이스트》(Paixão de Cristo)에서도 성모 마리아 역할을 맡았다. 지오나바 안토넬리가 영화에서 보여준 연기는 일부 평론가들로부터 칭찬을 받았지만 그의 연기가 훌륭하지 않다는 몇몇 사람들의 비판을 받기도 했다.
지오바나 안토넬리는 2004년에 방송된 텔레노벨라 《죄의 색》(Da Cor do Pecado)에서 악역 캐릭터인 바르바라(Barbara)를 처음 연기했다. 하지만 과거에 착한 여자 역할을 통해 명성을 쌓았던 시청자들의 기억을 지우는 연기라는 지적을 받았다. 2004년에는 와우테르 리마 주니오르(Walter Lima Júnior) 감독의 영화 《시소 위의 두 사람》(Dois na Gangorra)에서는 무릴루 베니시우(Murilo Benício)와 함께 출연했고 와그네르 지 아시스(Wagner de Assis)·파블루 우랑가(Pablo Uranga) 감독의 영화 《점쟁이》(A Cartomante)에 출연했다. 이들 영화는 2004년 브라질 최악의 영화로 여겨지고 있다.

### 2007년 ~ 2010년
지오바나 안토넬리는 2007년에 방송된 텔레비전 미니시리즈 《아마조니아, 가우베스에서 시쿠멘지스까지》(Amazônia, de Galvez a Chico Mendes)에서 주인공인 데우주이치(Delzuite) 역할을 맡았다. 같은 해에 방송된 텔레노벨라 《7가지 죄》(Sete Pecados)에서 단치(Dante, 헤이나우두 지아네시니(Reynaldo Gianecchini))·베아트리스(Beatriz, 프리실라 판칭(Priscila Fantin))와의 삼각 관계에 있는 주인공인 클라리시(Clarice) 역할을 맡았다. 2007년에 개봉된 브루누 바헤투 감독의 장편 영화 《2개의 상자》(Caixa Dois)에서는 거액의 재산을 가진 은행가의 비서인 안젤라(Ângela) 역할을 맡았는데 지오바나 안토넬리가 맡은 역할이 "줄거리의 약점"이라는 비판을 받았다.
지오바나 안토넬리는 2008년에 텔레노벨라 《세 자매》(Três Irmãs)의 주인공 가운데 한 사람인 아우마 제키치바(Alma Jequitibá) 역할을 맡으면서 서투른 성격과 코믹한 면을 보여주었다. 산부인과 의사로 일하는 아우마는 브루누 가르시아(Bruno Garcia)와 호드리구 이우베르트(Rodrigo Hilbert)와의 사랑으로 나뉜다. 2009년에 방송된 텔레노벨라 《살아있는 인생》(Viver a Vida)에서 도라(Dora) 역할을 맡았고 같은 해에 호베르투 카르미나치(Roberto Carminati)가 감독을 맡은 브라질-미국 합작 영화 《하트브레이커》(The Heartbreaker)를 촬영했다. 해당 영화는 브라질 플로리아노폴리스·산타카타리나, 미국 보스턴에서 촬영되었고 2012년 2월 14일에 개봉되었다.
지오바나 안토넬리는 시쿠 부아르키(Chico Buarque)의 소설을 원작으로 한 와우테르 카르발류(Walter Carvalho) 감독의 영화 《부다페스트》(Budapest)를 통해 영화에 복귀했다. 지오바나 안토넬리는 해당 영화에서 자기 중심적인 성격을 가진 텔레비전 뉴스 앵커 역할을 맡았는데 영화에서 처음으로 누드 장면을 촬영하기도 했다. 2010년에는 브라질의 자선가인 시쿠 샤비에르(Chico Xavier)를 주제로 한 영화 《시쿠 샤비에르》(Chico Xavier)에서 의붓딸 역할을 맡았다.

### 2011년 ~ 2014년
지오바나 안토넬리는 2011년에 방송된 텔레노벨라 《그 키스》(Aquele Beijo)에서 주인공인 클라우지아(Cláudia) 역할을 맡았다. 클라우지아는 자신의 남자친구인 후비뉴(Rubinho, 빅토르 페코라루(Victor Pecoraro))가 자신의 집에서 일하던 하인의 딸과 함께 배신당한 다음에 콜롬비아 카르타헤나로 출근하게 된다. 클라우지아는 주 검사인 비센치(Vicente, 히카르두 페레이라(Ricardo Pereira))를 만나면서 사랑에 빠지게 된다. 지오바나 안토넬리는 콘티구상에서 여우주연상을 수상했다. 2012년에 방송된 텔레비전 시리즈 《브라질 사람들》(As Brasileiras)에서는 〈삼파의 독〉(A Venenosa de Sampa) 에피소드의 진행을 맡았다. 지오바나 안토넬리는 해당 에피소드에서 라이벌이 파티에서 자신과 같은 드레스를 입지 않도록 명령하는 사교계 인사 역할을 맡았다. 2012년에 방송된 텔레노벨라 《조르지 살리기》(Salve Jorge)에서 주인공 가운데 한 사람인 엘로이자(Heloísa) 역할을 맡았는데 해당 캐릭터는 주로 여성들이 가장 선호하는 스타일, 옷, 장신구로 대중들에게 인기를 끌었다.
지오바나 안토넬리는 2014년에 방송된 텔레노벨라 《가족 속으로》(Em Família)에서는 카두(Cadu, 헤이나우두 지아네시니(Reynaldo Gianecchini))와 결혼한 레즈비언 캐릭터인 카를라(Carla) 역할을 맡았다. 해당 작품에서 카를라는 남편과 별거한 다음에 사진 작가인 마리나(Marina, 타이나 뮐러(Tainá Müller))와 동거하게 된다. 2014년에는 장편 로맨틱 코미디 영화 《SOS 바다의 여자》(S.O.S. Mulheres ao Mar)에서 아드리아나(Adriana) 역할을 맡았다. 지오바나 안토넬리가 맡은 아드리아나 역할은 평론가들로부터 호평을 받았으며 2015년에 속편 제작이 확정된 블록버스터가 되었다.

### 2015년 ~ 현재
지오바나 안토넬리는 2015년에 방송된 텔레노벨라 《게임 규칙》(A Regra do Jogo)에서 악역 캐릭터인 아테나 테헤몰리누스(Athena Terremolinos) 역할을 맡았으며 2016년에 방송된 텔레노벨라 《떠오르는 태양》(Sol Nascente)에서 일본계 브라질인 캐릭터인 알리세 타나카(Alice Tanaka) 역할을 맡았다. 2017년에 방송된 텔레노벨라 《두 번째 태양》(Segundo Sol)에서 여자 주인공인 루지아(Luzia), 아리엘라(Ariella) 역할을 맡았다.

## 사생활
지오바나 안토넬리는 이우통 프라두(Hilton Prado)와 수엘리 안토넬리(Suely Antonelli) 부부의 딸로 태어났다. 그의 오빠인 레오나르두 피에트루 안토넬리(Leonardo Pietro Antonelli)는 변호사로 근무했다. 지오바나 안토넬리에게는 가브리에우(Gabriel)라는 조카, 미나(Mina)라는 조카딸이 있다. 지오바나 안토넬리는 16세부터 21세 사이에 첫 연애를 가졌다. 2000년 3월 8일에는 연인 관계에 있던 히카르두 메디나(Ricardo Medina)와 결혼했지만 2002년 2월에 이혼했다.
지오바나 안토넬리는 《클론》에 출연하던 당시에 배우인 무릴루 베니시우(Murilo Benício)와 사랑에 빠졌다. 이들은 2002년에 연애를 시작했는데 2005년 5월 24일에는 지오바나 안토넬리의 1번째 자녀이자 무릴루 베니시우의 2번째 자녀인 피에트루(Pietro)가 태어났다. 하지만 지오바나 안토넬리와 무릴루 베니시우는 2005년 11월에 결별했다. 1번째 별거 기간이던 2004년 4월에는 기업인인 알레샨드리 아시올리(Alexandre Accioly)와의 관계를 잠깐 동안 맺었다.
지오바나 안토넬리는 2005년에 이탈리아에서 만난 미국의 기업인인 로버트 로캐시오(Robert Locascio)와 약혼했으나 4개월 만에 결별했다. 2009년에는 기업인인 아르투르 페르난지스(Arthur Fernandes)와 교제한지 2년 만에 결별했다. 2010년 10월 8일에는 텔레비전 감독인 레오나르두 노게이라(Leonardo Nogueira)와 데이트하기 시작했고 쌍둥이 자매인 안토니아(Antonia)와 소피아(Sophia)를 출산했다.